# 12715 Godin
12715 Godin este un asteroid din centura principală de asteroizi.

## Descriere
12715 Godin este un asteroid din centura principală de asteroizi. A fost descoperit pe 8 aprilie 1991 la Observatorul La Silla de Eric Walter Elst. El prezintă o orbită caracterizată de o semiaxă mare de 2,30 ua, o excentricitate de 0,19 și o înclinație de 2,2° în raport cu ecliptica.